# Tratado de Lisboa (1701)
O Tratado de Lisboa de 1701 foi um acordo assinado em Lisboa em 18 de junho daquele ano, pelo qual se estabelecia uma aliança diplomática e militar na eminência da guerra de sucessão espanhola que teria início brevemente. Nos termos do tratado, o rei Pedro II de Portugal garantia o seu apoio a Filipe V de Espanha em detrimento do pretendente ao trono Carlos da Áustria. Espanha cedia a Portugal a Colónia do Sacramento (atualmente parte do Uruguai) e apoiava os seus direitos contra eventuais reclamações económicas e territoriais por parte de Inglaterra e das Províncias Unidas (Países Baixos).
O acordo foi rompido dois anos depois, durante o curso da guerra, quando Portugal retirou o seu apoio a Filie V e passou a apoiar a aliança anglo-holandesa.

## Contexto

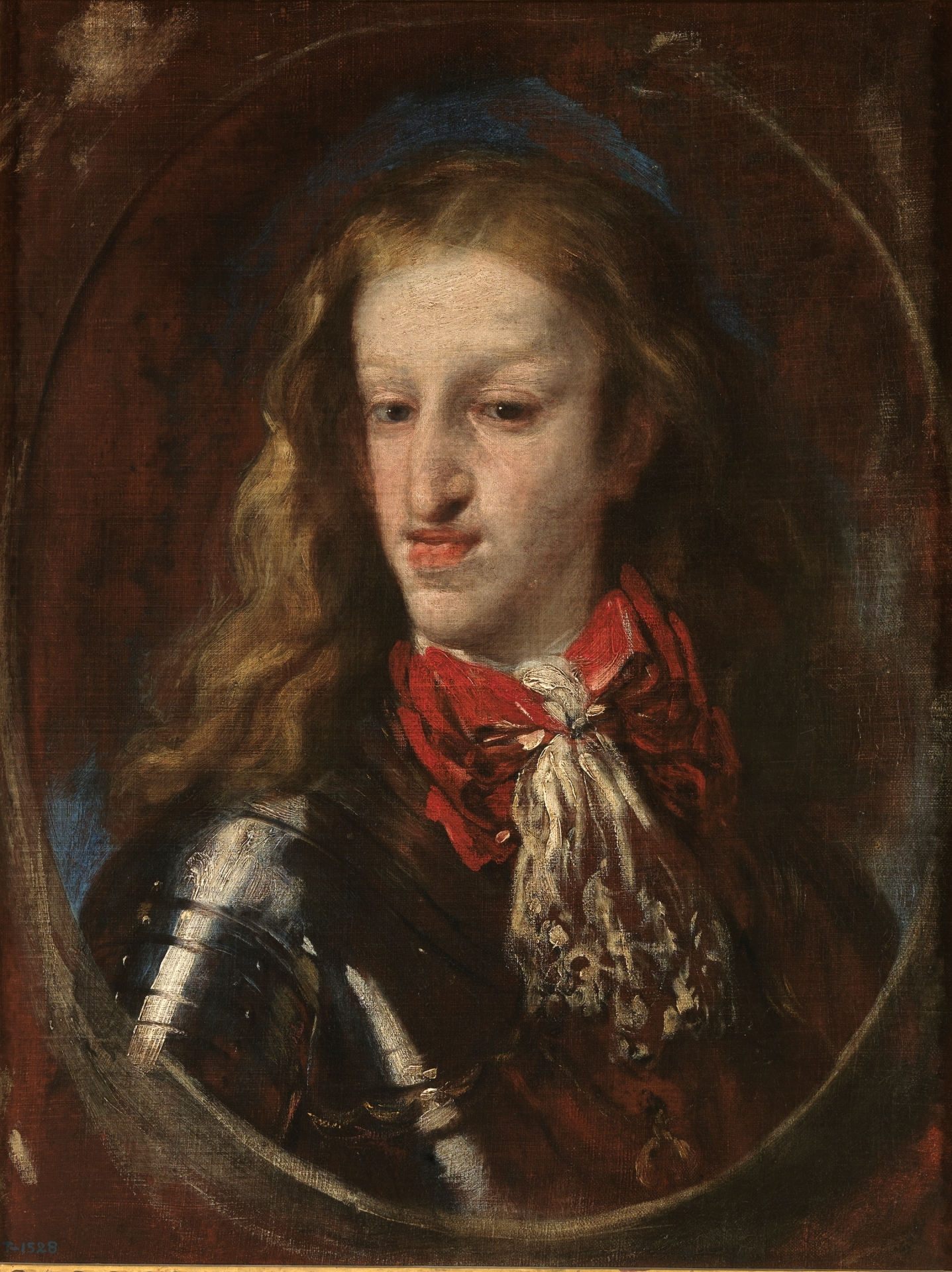
Carlos II de Espanha

Desde os finais do século XVII que o débil estado de saúde de Carlos II de Espanha e a ausência de descendência suscitou o interesse das principais potências europeias pela questão da sucessão. Inglaterra e as Províncias Unidas encaravam com receio a possibilidade de que Luís de França, filho do rei Luís XIV, ocupasse o trono espanhol, unindo as coroas francesa e espanhola. Em 1698, Inglaterra e França assinaram o Primeiro Tratado de Partição (Tratado de Haia), onde se acordava que o trono espanhol seria ocupado por José Fernando da Baviera, neto do imperador Leopoldo I. A morte de José Fernando em 1699 aos sete anos conduziu ao Segundo Tratado de Partição (Tratado de Londres), assinado em 1700, no qual França, Inglaterra e Províncias Unidas acordaram que o trono fosse para Carlos da Áustria e que os territórios espanhóis em Itália fossem dados à França.[carece de fontes?]
No entanto, Carlos II, discordando com a ideia de dividir o império espanhol, declarou-se a favor de Filipe de Anjou, filho de Luís de França, na condição deste renunciar à sucessão do trono francês. Mas após Filipe ter sido coroado em novembro de 1700, o seu avô Luís XIV declarou que manteria os direitos de sucessão do neto à coroa francesa. Prevendo uma guerra entre os seus partidários e os de Carlos da Áustria, Filipe começou então a procurar aliados entre os países europeus.

## Acordos

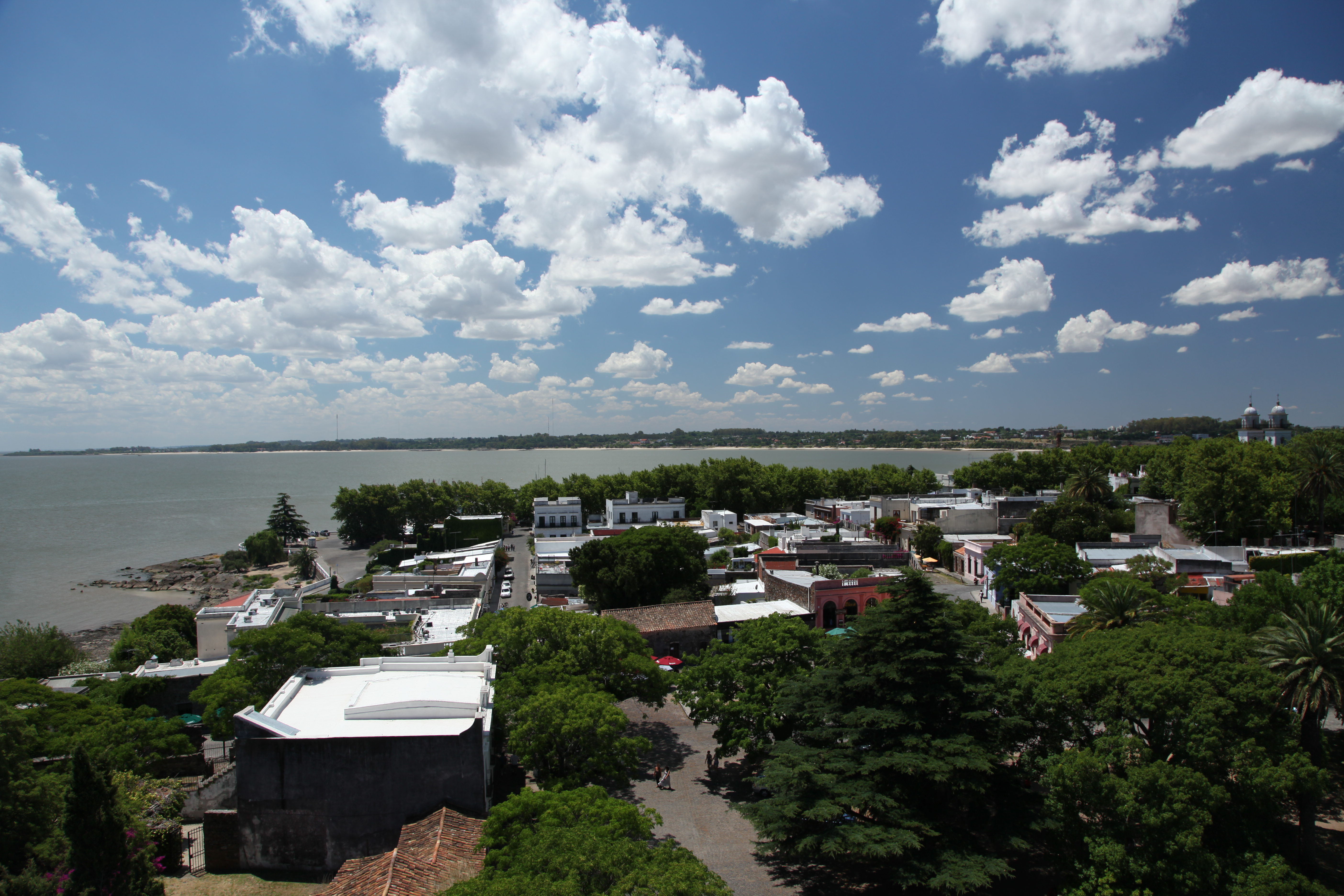
Colónia do Sacramento, atualmente parte do Uruguai

Os portugueses Manuel Teles da Silva, Francisco de Távora e Mendo de Foios Pereira, em nome do rei Pedro II, e o embaixador francês em Portugal, Pierre Rouillé de Marbeuf, em representação de Filipe V, assinaram o tratado em 18 de junho de 1701, nos seguintes termos:
- Portugal reconhecia Filipe V como rei de Espanha e encerraria os portos portugueses aos navios de países que se opunham a esta sucessão.
- Espanha indemnizaria Portugal pelas perdas sofridas devido no asiento de escravos nas Índias.
- Em caso de guerra e escassez em Portugal, Espanha levantaria a proibição de vender pão aos portugueses.
- Ambas as partes comprometiam-se a combater o tráfico de tabaco.
- Espanha apoiaria Portugal por diplomaticamente ou, em caso de guerra, também militarmente, nas eventuais reclamações que Inglaterra ou Províncias Unidas pudessem levantar devido ao apoio aos navios franceses durante a passada Guerra dos Nove Anos, nos conflitos territoriais que pudessem vir a ocorrer com estes países na Índia, Brasil ou nas costas de África, ou no pagamento das dívidas aos holandeses segundo o Tratado de Haia de 1661
- Se o rei de Inglaterra, Guilherme II negasse a manutenção da rainha Catarina de Bragança, a viúva de Carlos II, a pensão desta seria paga em partes iguais por Espanha, França e Portugal.
- Espanha cederia a Portugal a Colónia do Sacramento, revogando o acordo hispano-português de 1681.
- Em caso de guerra, nenhuma das partes acordaria tréguas sem o consentimento do outro.
- O tratado seria válido durante 20 anos.

## Rutura

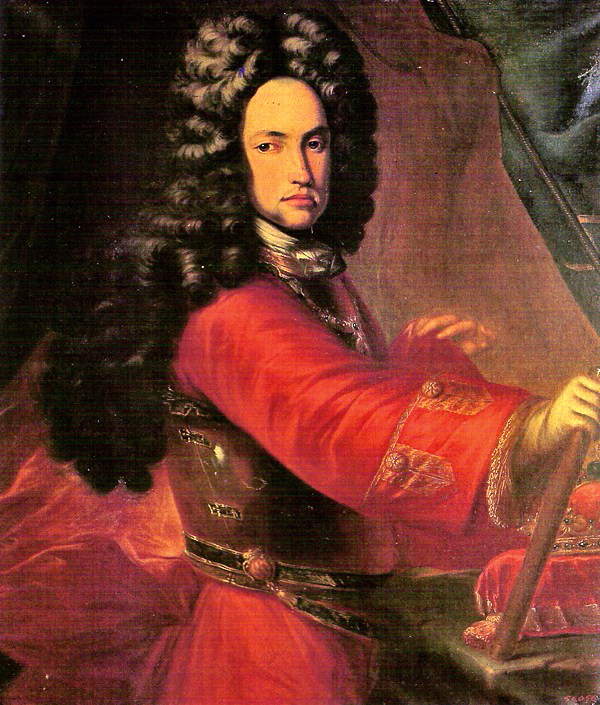
Carlos da Áustria

A aliança formada pelo tratado seria rompida pouco depois. Pedro II acusou Filipe V de não pagar as indemnizações devidas e de não respeitar a soberania portuguesa sobre a Colónia do Sacramento, e Luís XIV de ter enviado apenas uma pequena parte da ajuda acordada a Portugal para fazer frente à presença de frotas inglesas e holandesas na costa portuguesa. Convencido de que França pretendia anexar Espanha como mais uma das suas províncias, o rei português mudou de lado na guerra e passou a apoiar o pretendente Carlos da Áustria.
Em maio de 1703 Portugal assinou um novo tratado em Lisboa, pelo qual se juntou à Grande Aliança, formada pela Inglaterra, Províncias Unidas e o Sacro Império Romano-Germânico, declarando Carlos da Áustria como legítimo rei de Espanha e autorizando a aliança a usar Portugal como base para as operações dos seus exércitos contra Espanha.[carece de fontes?]